# Lee Shaw-Lan
Lee Shaw-Lan es una deportista taiwanesa que compitió en taekwondo. Ganó una medalla de plata en el Campeonato Asiático de Taekwondo de 1988, en la categoría de +70 kg.

## Palmarés internacional
| Representando a China Taipéi |                  |                  |           |
| Campeonato Asiático          |                  |                  |           |
| Año                          | Lugar            | Medalla          | Categoría |
| 1988                         | Katmandú (Nepal) | Medalla de plata | +70 kg    |